# Maurice Wilson
Pour les articles homonymes, voir Wilson.
Maurice Wilson (né le 21 avril 1898 à Bradford et mort vers le 31 mai 1934 au Tibet) est un soldat, mystique et aviateur britannique.
Souvent qualifié d'« excentrique », il est mieux connu pour sa tentative malheureuse d'escalader l'Everest en solitaire en 1934. À cette époque, personne n'a encore réussi l'ascension du toit du monde. Gravir l'Everest est un moyen pour lui de promouvoir sa conviction que les maux du monde peuvent être résolus par une combinaison de jeûne et de foi en Dieu. Malgré son manque d'expérience en alpinisme ou en aviation, il réussit à voler de la Grande-Bretagne à l'Inde, entrant au Tibet pour grimper jusqu'à 6 920 mètres sur l'Everest. Cependant, il meurt dans sa tentative et son corps est retrouvé l'année suivante par une expédition britannique.